# Fritillaria davisii
Fritillaria davisii là một loài thực vật có hoa trong họ Liliaceae. Loài này được Turrill miêu tả khoa học đầu tiên năm 1940.